# 如皋站
如皋站，位于中华人民共和国江苏省如皋市如城街道大殷社区，是宁启铁路上的火车站，于2005年7月1日启用，2014年4月进行新站房改造工程动工，新站房于2016年5月13日投入使用，上海铁路局新长车务段管辖。

## 历史沿革
1998年年底开工建设，位于如城镇东南3.7千米的大殷村、张八里村。2001年，建成并投入试运营。站场占地11.13公顷，到发线3条，建有客场与货场，站务管理人员12人，客场面积1000平方米。2001年5月24日，新长铁路首发列车驶抵如皋站，车型为内燃机车，年底，新长铁路试营运。2004年7月1日正式开始营业，日平均客运量250人左右，日最高峰达1054人。
2010年，客场扩建工程获铁道部批准。2015年1月底，老站房已经拆除，进行新站房打桩阶段。新站台进行最后的地面铺砖装修，启用过渡临时站房。2015年6月11日，如皋火车站二、三站台正式启用。一站台随即拆除改造，十月份完工。2016年5月13日，正式启用新站房。2017年6月18日，站前广场正式启用。
2020年7月1日沪苏通铁路跟沪苏通长江大桥正式通车，宁启铁路与沪苏通铁路贯通运营。此次铁路调图如皋站的通达能力提升。

## 车站结构
如皋站站房规模6800平方米。售票厅设人工售票窗口7个：其中中转签证、退票窗口共用1个，自动售票机4台；候车厅座位800多个，另设有行包房等设施。
车站站场设有5条股道。

## 交通换乘
| 公交     | 线路                      | 始发站                    | 终点站                    |
| 市内公交 | 103路                     | 火车站                    | 三农国际                  |
| 市内公交 | 104路                     | 汽车客运站                | 火车站                    |
| 市内公交 | 106路                     | 时代大厦                  | 火车站                    |
| 市内公交 | 107路                     | 新安驾校                  | 火车站                    |
| 市内公交 | 203路                     | 浦东村                    | 火车站                    |
| 市内公交 | 302路                     | 火车站                    | 火车站                    |
| 市内公交 | 329路                     | 观音山                    | 火车站                    |
| 市内公交 | 游1路                     | 龙游湖                    | 火车站                    |
| 乡镇公交 | 212路                     | 汽车客运站                | 丁堰                      |
| 乡镇公交 | 224路                     | 如皋汽车站                | 白蒲                      |
| 县级公交 | 如皋-如东（每20分钟一班） | 如皋-如东（每20分钟一班） | 如皋-如东（每20分钟一班） |

其中103路、104路、106路、107路、203路、302路、329路、游1路为火车站站前广场始发；212路、如皋-如东、如皋-白蒲（东线）为过境线路，在站前公路边公交站台候车（出站后直接穿过对面红绿灯往西大概100米路南有公交站台）。

## 外部連結
- 中国铁路客户服务中心（页面存档备份，存于）